# Eryngium desertorum
Eryngium desertorum är en flockblommig växtart som beskrevs av Michael Zohary. Eryngium desertorum ingår i släktet martornar, och familjen flockblommiga växter. Inga underarter finns listade i Catalogue of Life.